# Мужчине живётся трудно
«Мужчине живётся трудно» (яп. 男はつらいよ, отоко-ва цурай ё; англ. It's Tough Being a Man) — японская комедия режиссёра Ёдзи Ямады, вышедшая на экраны в 1969 году. Фильм снят как бы продолжением одноимённого комедийного телесериала 1968 года, созданном телекомпаней «Фудзи тэрэби» и пользовавшегося огромной популярностью у японских зрителей. В дальнейшем было снято ещё 47 серий для большого экрана и это было своеобразным рекордом, занесённым в «Книгу рекордов Гиннесса». Киносериал признаётся как самый продолжительный в истории мирового кино (с 1969 по 1995 гг. — 48 фильмов с одним героем). Фильм номинировался на кинопремию «Кинэма Дзюмпо», однако по результатам голосования занял лишь 6 место.

## Сюжет
Торадзиро, или Тора-сан — главный герой этого фильма, как и серии в целом — разбитной малый, далеко не интеллектуальная личность, не хватает ему и изворотливости в делах; но это — простой, открытый, душевный и добрый человек, ласковый и добродушный, всегда готовый прийти на помощь, хотя при этом часто попадающий впросак. Иногда он проявляет напористость — где-то на грани нахальства, но это ненадолго. Через минуту он отступит — и с милой, заразительной улыбкой будет готов посмеяться над собой. Родом он из Сибаматы, что в Кацусике — это та часть Токио, где по прежнему, как и много лет назад, ещё стоят лёгкие деревянные домики чисто японской архитектуры; это демократический район столицы, где селится трудовой люд и где во взаимоотношениях между людьми сохраняются трогательные черты откровенного общения и взаимной поддержки. Родившийся в бедной семье Торадзиро рано потерял родителей и с юношеских лет ведёт бродячий образ жизни, добывая себе хлеб насущный торговлей вразнос (таких продавцов дешёвым товаром в Японии называют — тэкия). Время от времени его охватывает ностальгия по родным местам, и он возвращается в Кацусику.
Сюжет первой ленты серии как раз и связан с его запоздалым, после многолетних скитаний, приездом к родным. Здесь у тётушки с дядюшкой живёт его младшая сестра Сакура, которая за годы отсутствия брата превратилась в привлекательную молодую девушку и собирается выйти замуж. Однако чудаковатый, если не сказать грубее — дураковатый Торадзиро, придя с сестрой на её помолвку своими выходками вызывает скандал, и свадьба отменяется. Разгневанный дядя надаёт оплеух племяннику и Тора-сан на следующее утро вновь ударится в бега. Однако поскитавшись по дорогам Японии в течение месяца, он, как ни в чём не бывало, вернётся к родным. Сестра полюбила скромного парня Хироси, работающего на фабрике. На сей раз всё складывается удачно и хотя Торадзиро вёл себя как обычно по-дурацки, он не смог помешать счастью сестры, благополучно вышедшей замуж за любимого человека.
Случается так, что и сам Тора-сан влюбляется в скромную нежную дочку священника по имени Фуюко. Сочувствие к себе он принимает как ответное чувство, но Фуюко выходит замуж за другого. Опечаленный Тора-сан вновь покидает родные места. В заключительных кадрах фильма Фуюко получает письмо от Торадзиро, в котором он просит её позаботиться о его сестре Сакуре и её новорожденном малыше.
... Недавно я пересматривал первую серию, и знаете сам увлёкся её неподдельностью и непосредственностью... Мои товарищи по работе были искренне увлечены, потому что и само произведение и всё, что им приходилось делать, было для них непривычным, новым, незнакомым; им хотелось во что бы то ни стало наилучшим образом справиться со своими задачами. Разве такое ощущение может возникнуть каждый раз? В дальнейшем всё будет повтором, а повтор всегда лишён первоначальной свежести.
...После успеха фильма Мужчине живётся трудно, давшего название всей серии, уже можно было сказать, что в японском кино зарождается новое интересное направление. Успех картины (...) показал, что добротная комедия, близкая национальной народной традиции, может рассчитывать на любовь японского зрителя не в меньшей степени, чем и более распространённые в нашем кино жанры.

## В ролях
- Киёси Ацуми — Торадзиро Курума (или Тора-сан)
- Тиэко Байсё — Сакура, его сестра
- Сатико Мицумото — Фуюко
- Тисю Рю — священник
- Такаси Симура — Хёитиро Сува, отец Хироси
- Гин Маэда — Хироси Сува
- Син Морикава — Рюдзо
- Тайсаку Акино — Нобору Кавамата
- Гадзиро Сато — Гэнкити
- Кэйроку Сэки — Сикаиса
- Тиэко Мисаки — Цунэ Курума
- Хисао Дадзаи — Умэтаро Кацура

## Премьеры
- — национальная премьера фильма состоялась 27 августа 1969 года в Токио[4].
- — премьера в США 18 июля 1974 года[4].
- — 31 марта 2016 года фильм впервые был показан в республике Беларусь в рамках 5-го фестиваля японского кино в Минске[5].
- — впервые показан российскому зрителю 6 ноября 2019 года в рамках ретроспективы фильмов режиссёра Ёдзи Ямады в Москве (в конференц-зале Государственной Третьяковской галереи)[6].

## О фильме
Популярный герой японских зрителей Тора-сан появился впервые в 1968 году на телеэкране, где его воплотил актёр Киёси Ацуми. Сценарий телесериала был также написан Ёдзи Ямадой (в содружестве с Сином Иногаки и Адзумой Морисаки). После того, как в 26-й серии Тора-сан погиб, в телекомпанию «Фудзи тэрэби» пришли тысячи писем возмущённых телезрителей. Они выражали своё негодование по поводу того, что их лишили Тора-сана, ставшего для них родным. Такая популярность героя навела руководство кинокомпании «Сётику» на мысль продлить герою жизнь, но уже на большом экране. Так в 1969 году стартовал один из самых успешных, как в коммерческом, так и в художественном плане киносериалов, отмеченный за своё киновоплощение в 48 фильмах в «Книге рекордов Гиннесса», как самый продолжительный в истории мирового кинематографа. Сериал также спас «Сётику» от банкротства, переживавшую в те времена как и все японские кинокомпании серьёзный финансовый кризис. Скорее всего киносериал продолжался бы сниматься и далее, принося компании «Сётику» и в последующем приличные барыши, если бы не смерть в 1996 году исполнителя главной роли Киёси Ацуми.
... Особая привлекательность Тора-сана заключается в его неустроенности, в его вечном безденежье, в его одиночестве, которое не могут скрасить даже любящие родные. При этом он никогда не падает духом, жизнерадостен, скрывает свою печаль за показной бравадой и сочной шуткой. Это роднит его с зрителями, заполняющими залы кинотеатров. Тора-сан своего рода пример жизнестойкости, пример жизнелюбия.
Изъясняется он на сочном простонародном диалекте, изобилующем каламбурами. К сожалению, эта сторона фильма недоступна зарубежному зрителю, отчего обаяние фильма во многом теряется.

## Награды и номинации
Премия журнала «Кинэма Дзюмпо» (1970)
- Премия за лучшее исполнение главной мужской роли — Киёси Ацуми.
- Номинация на премию за лучший фильм 1969 года, однако по результатам голосования занял лишь 6 место.

Кинопремия «Майнити» (1970)
- Премия за лучшее исполнение главной мужской роли — Киёси Ацуми.
- Премия за лучшую режиссёрскую работу 1969 года — Ёдзи Ямада.